# سبونج بوب سكوير بانتس (الموسم السادس)
ابتكر الموسمَ السادس من مسلسل الكرتون الأمريكي سبونج بوب سكوير بانتس عالمُ الأحياء البحرية الراحل ستيفن هيلنبرغ، وبُث من قناة نيكلوديون من 3 مارس 2008 إلى 5 يوليو 2010، ويتكون من 26 حلقة مدتها نصف ساعة، فهو أول موسم له حلقات مدتها نصف ساعة. يسرد المسلسل مغامرات الشخصية الرئيسة سبونج بوب وأصدقائه المختلفين في قاع الهامور تحت الماء.